# Рютбёф
Рютбёф (фр. Rutebeuf, Rustebués; около 1230 г. — около 1285 г.) — французский трувер, один из самых ярких представителей французской поэзии в эпоху Людовика IX.

## Биография и творчество
О жизни его известно только, что он происходил из Шампани, приехал в Париж, терпел постоянно большую нужду, вёл довольно беспорядочный образ жизни, вращался, между прочим, в среде обитателей Латинского квартала, рано стал писать и обнаружил разносторонность дарования. Иногда принуждён был писать по заказу, ради ничтожного заработка, но вместе с тем всегда откликался по собственному почину на все события, волновавшие Париж и Францию. То немногое, что мы знаем о его жизни, имеет единственным источником его сочинения, в которых он иногда говорит о самом себе, откровенно описывая свою бедность; его имя нередко появляется и в заглавиях его стихотворений, указывая на их субъективный характер («La povretei Rutebeuf», «La prière R.», «Li mariege R.» и т. д.). Рютбёф — не настоящее имя поэта, а прозвище, происходящее от фр.  rude boeuf («грубый бык»), и ссылается, вероятно, на грубую дерзость его литературных сочинений.
Сочинения Рютбёфа содержат образцы духовной поэзии, в том числе стихотворные переложения католических молитв («Ave Maria», «Chanson de Notre Dame»), ди о Богородице («Le dit des propriétés de Notre Dame»), жития святых, мистерии (большой популярностью пользовалась ещё в XV в. одна из них, «Le miracle Théophile»).
Лучшие его вещи — сатирические; беспощадно обличает он монашеские ордена («Le dit de la Mensonge», «Les ordres de Paris», «Chanson des ordres», «La vie du monde», «Le pharisien»), бичует их скупость, корыстолюбие, распущенность, отсутствие христианского смирения, лицемерие, обрушивается на нищенствующих монахов, якобинцев, доминиканцев и др. Нередко Рютбёф подвергает сатирическому освещению и представителей других слоев общества — рыцарей, купцов, судейских, крестьян и т. д.; он обличает и общечеловеческие пороки, исключая из своих нападок только учащуюся молодежь, к которой чувствовал большую симпатию. Коснувшись крестовых походов, он старался оживить в обществе интерес и сочувствие к ним («La desputizons dou croizié et dou descroizié»); он отразил также в своих произведениях борьбу между Парижским университетом и доминиканцами, желавшими получить право на занятие университетских кафедр и добившимися смещения одного из профессоров («Ди о Парижском университете»).
Рютбёф писал и аллегорические сочинения («Renard de Bestourne»), и разнообразные фаблио вроде «Le testament de l'âne», иногда очень остроумные, но грубоватые по форме.

## Издания сочинений
Сочинения Рютбёфа переизданы Ахиллом Жюбиналем (в серии «Bibliothéque Elzevirienne», Париж, 1874) и А. Кресснером (Вольфенбюттель, 1885).

### На русском языке
- Чудо о Теофиле // Хрестоматия по западноевропейской литературе: Литература средних веков (IX—XV вв.) / Составила проф. Р. О. Шор. — М.: Учпедгиз, 1936. — С. 244—255. — 528 с. — 10 000 экз.